# Ribeirão das Araras (Minas Gerais)

21° 21′ 57″ S, 45° 32′ 15″ O
O Ribeirão das Araras é um curso d'água cuja nascente está localizada no município brasileiro de Três Pontas, na região sul de Minas Gerais. O ribeirão tem sua origem pouco a leste da zona urbana, a partir de onde segue rumo a norte, quando seu rumo muda para oeste e cruza com a rodovia MG-167. Então passa a margear diversos bairros da cidade e continua em direção oeste, realizando diversas curvas ao longo de seu percurso. Passa nas proximidades do Quilombo Nossa Senhora do Rosário e , após cruzar o limite intermunicipal, adentra no município de Campos Gerais, onde continua seu curso rumo à oeste até desaguar na margem esquerda do Lago de Furnas.
Acredita-se que esse ribeirão tenha sido descoberto pelos capitães Bartolomeu Bueno de Prado e Antônio Francisco França, dentre outros, por volta do ano de 1760, quando realizavam incursões entre os rios Grande e Sapucaí com o objetivo de destruir quilombos e investigar a possível existência de ouro na região. O ribeirão recebeu essa denominação possivelmente por conta da existência de muitas dessas aves na região na época.